# Pascualillo Coronado
Pascual Coronado Capcha (Distrito de La Unión, 14 de mayo de 1959), conocido por su nombre artístico Pascualillo Coronado o simplemente Pascualillo, es un cantante, músico, arreglista y compositor peruano. Es el fundador y vocalista principal de la orquesta Pascualillo y la Nueva Estrella Azul, en el cual se desempeña dentro de la música chicha, ganando popularidad en su país a partir de los años 1970 y 1980. Es apodado como el Rey de la Carretera Central.

## Biografía

### Primeros años e inicios
Nació el 14 de mayo de 1959 en Limpiapuquio, localidad del distrito de La Unión, provincia de Tarma, departamento de Junín; bajo el nombre completo de Pascual Coronado Capcha. Vivió sus primeros años en su ciudad natal hasta cumplir los 12 años. Desde temprana edad, atravesó la muerte de su madre, que tras su ausencia, comenzaría a realizar los oficios de lustrabotas y cavador de zanjas, para luego mudarse a la capital peruana Lima, instalándose en el distrito de Chaclacayo, inicialmente para trabajar como constructor civil.
Coronado comenzó su carrera artística a la edad de 15 años en el año 1974, conformando la banda musical de chicha Los Sander's de Ñaña, desempeñándose como uno de los vocalistas. Durante su estadía, interpretaría el tema «Nunca podré olvidarte».Adicionalmente, fue trabajador de una cantina, donde conoció al también cantante  Chacalón.
Al poco tiempo, conformaría el conjunto Los Biochips del productor musical Tito Mauri, donde se destacó por interpretar el sencillo «Linda costeñita» y posteriormente, formó la agrupación Los Jharis de Ñaña al lado de Teo Laura, asumiendo el rol de vocalista y primera guitarra, en el cual ganaría reconocimiento por ser intérprete de la canción «Los hombres también lloran» y permaneció por 4 años de actividad. A partir de esa época, comenzaría a utilizar el nombre artístico de Pascualillo Coronado.

### Pascualillo y la Nueva Estrella Azul
A partir de los 1980s, emprendió una carrera como solista, formando su conjunto Pascualillo y la Estrella Azul, de la mano de la productora Estrella Andina, propiedad de Angélica Mosquito, con quién trabajó hasta el año 2000, cuando renombra al grupo como Pascualillo y la Nueva Estrella Azul, siendo en la actualidad como vocalista principal, además de ser el fundador, compositor y arreglista del dicho conjunto, logrando así consolidarse en la música chicha durante inicios del siglo XXI.Previo a ello, prestó su colaboración en un proyecto musical con el fallecido cantante Johnny Orosco.
Como vocalista de La Nueva Banda Azul, popularizó con su éxito musical «Clavelito», quedando a cargo bajo los arreglos de la familia Rodríguez, además de coescribirla con Tito Mauri. Posteriormente, se destacó por interpretar los materiales «Si me vas a dejar», «Padre abandonado», «Me emborracho por tu amor» y «Gitana», además de haberse presentado en diferentes conciertos populares en Lima. Tiempo después, Coronado comenzó a recopilar los temas del cantante Leo Dan y la banda musical Los Doltons. Además, prestó su colaboración con el grupo Los Chapillacs para el tema «He traicionado tu amor».
En el año 2015, Coronado sufrió un cuadro de bronquios, mientras estaba en una presentación en Huancayo. Fue trasladado a la Clínica San Pablo en el distrito de Santiago de Surco, siendo dado de alta días después.
Tras su recuperación, en el año 2022 realizó una gira internacional por algunas ciudades de Italia, Estados Unidos y España.

## Discografía

### LP de estudio
- 2008: Dime gitana
- 2009: Clavelito
- 2021: Novia mía

### Álbumes de estudio
- 1996: El Picaflor
- 1997: Disco Centro Lampa
- 2004: Cañete
- 2007: Cieneguilla
- 2008: Ica
- 2017: Éxitos de oro
- 2018: 44 aniversario
- 2019: Éxitos de oro en vivo, Vol. 2
- 2019: Buenos Aires
- 2019: 45 aniversario
- 2020: Volumen 3
- 2020: Volumen 1
- 2020: Éxitos de oro, Vol. 3
- 2020: Éxitos de oro, Vol.4
- 2020: Volumen 2
- 2020: Volumen 7
- 2020: Volumen 8
- 2020: Volumen 9
- 2020: Volumen 10
- 2020: Promo éxitos
- 2020: El Rey de la Carretera Central
- 2021: 36 aniversario
- 2023: Día del Padre, par. 1
- 2023: Día del Padre, par. 2
- 2024: Aniversario La Nueva Banda Azul